# 앵거스 영
앵거스 영(영어: Angus Young, 1955년 3월 31일 ~ )은 오스트레일리아의 하드 록 밴드 AC/DC의 공동 창립자, 리드 기타리스트, 작곡가 등으로 가장 잘 알려진 오스트레일리아의 음악가다. 그는 활기찬 공연과 학생 교복 무대 의상과 척 베리의 덕워크를 직접 연주하는 것으로 유명하다. 영은 《롤링 스톤》의 역대 최고의 기타리스트 100인에 24위에 올랐다. 2003년에 영과 AC/DC의 다른 멤버들은 로큰롤 명예의 전당에 헌액되었다.

## 어린 시절
영의 아버지 윌리엄 영(1911년 2월 16일생)과 그의 가족은 스코틀랜드 글래스고 크랜힐 지구의 6번지 스커리보어 로드에서 살았다. 윌리엄은 처음에는 로프 작업에서 바퀴 소년으로 일했고 그 다음에는 석면/시멘트 사업에서 기계/톱 조작자로 일했다. 1940년 윌리엄은 제2차 세계 대전에 참전했던 영국 왕립공군에 비행 엔진 정비공으로 입대했다. 전쟁이 끝난 후 윌리엄은 건축가의 마당으로 일했고 그 후 우체부로 일했다. 그의 아내 마거릿(1913년 7월 14일생)은 주부였다.
1963년의 대동결은 스코틀랜드 역사상 가장 최악의 겨울이었고 깊이는 8피트였다. 동시에 TV 광고는 호주에서의 다른 삶을 위한 가족 여행을 제공했다. 영 가문은 1963년 6월 말 5남 조지(1946년 11월 6일 ~ 2017년 10월 22일)와 동생 맬컴(1953년 1월 6일 ~ 2017년 11월 18일)과 앵거스(1955년 3월 31일) 등 15명이 항공기를 타고 스코틀랜드를 떠났다. 그의 큰형 스티븐(1933년 6월 24일 ~ 1989년), 그의 유일한 여동생 마거릿 호스버그(1935년 5월 2일 ~ 2019년 11월 11일), 그리고 형 윌리엄 주니어(1940년 12월 15일)도 함께 탑승했다. 또 다른 형인 알렉스(1938년 12월 28일 ~ 1997년)는 영국에 머물렀으며, 이후 런던에 본사를 둔 그룹 그레이프푸르트의 멤버가 되었다. 마지막 형인 존 영(1937년 5월 17일)은 호주로 별거했다. 맬컴은 나중에 그 가족의 음악적 배경을 이렇게 묘사했다. "우리 가족의 모든 남성들이 연주했고, 가장 나이가 많은 스티비가 아코디언을 연주했고, 알렉스와 존이 기타를 연주한 첫 커플이었고, 나이가 들면서 그것은 조지, 그 다음엔 나, 그리고 앵거스에게 전해졌습니다." 그의 맏형 스티비는 말년에 AC/DC의 맬컴으로부터 물려받은 스티비 영의 아버지였다.

## 사생활
영은 엘렌 반 로켐이라는 이름의 네덜란드 여성과 결혼했다. 그들은 호주, 영국, 네덜란드에 집을 가지고 있다.
비록 담배를 많이 피우는 사람일지라도 영은 금주자로 평생을 살아왔다. 그리고 그는 레인저스 FC의 후원자다.

## 영향
영은 "꼬마요, 꼬맹이. 저는 대략 대여섯 살 정도 될 것 같습니다. 그때부터 리틀 리처드의 음악를 듣기 시작했어요."라고 말하면서 기타를 처음 기타를 연주하기 시작했다고 말했다.
영은 《기타 쇼》와의 인터뷰에서 지미 헨드릭스, 피트 타운젠드, 존 리 후커, 킹크스의 〈You Really Got Me〉와 관련된 릭을 연주하면서 형 맬컴 영, 척 베리, 프레디 킹, 그리고 머디 워터스 등이 그의 영향을 미쳤다고 언급했다.
영은 자신이 키스 리처즈 뿐만 아니라, 관객과의 농담, 오리 걸음 등 척 베리의 연주 스타일에도 영향을 받았음을 시사했다. 밴드가 초창기에 척 베리 노래를 커버했을 때, 관객들은 그들의 렌즈가 소스 소재와 매우 다르다는 것에 주목하면서 이 노래를 알아보았다.

## 음반 목록

### AC/DC
- 《High Voltage》 (1975년, 호주)
- 《T.N.T.》 (1975년, 호주)
- 《High Voltage》 (1976년, 국제 버전)
- 《Dirty Deeds Done Dirt Cheap》 (1976년)
- 《Let There Be Rock》 (1977년)
- 《Powerage》 (1978년)
- 《If You Want Blood You've Got It》 (1978년)
- 《Highway to Hell》 (1979년)
- 《Back in Black》 (1980년)
- 《For Those About to Rock We Salute You》 (1981년)
- 《Flick of the Switch》 (1983년)
- 《Fly on the Wall》 (1985년)
- 《Who Made Who》 (1986년)
- 《Blow Up Your Video》 (1988년)
- 《The Razors Edge》 (1990년)
- 《AC/DC Live》 (1992년)
- 《Ballbreaker》 (1995년)
- 《Stiff Upper Lip》 (2000년)
- 《Black Ice》 (2008년)
- 《Rock or Bust》 (2014년)
- 《Power Up》 (2020년)